# Höjdhopp för damer i friidrott vid olympiska sommarspelen 1996
Höjdhopp för damer vid olympiska sommarspelen 1996 i Atlanta avgjordes den 3 augusti.

## Medaljörer
| Gren     | Guld                           | Guld   | Silver                     | Silver | Brons                   | Brons  |
| Höjdhopp | Stefka Kostadinova · Bulgarien | 2,05 m | Níki Bakogiánni · Grekland | 2,03 m | Inga Babakova · Ukraina | 2,01 m |

## Resultat

### Final
| Placering | Final                      | Höjd      |
| --------- | -------------------------- | --------- |
|           | Stefka Kostadinova (BUL)   | 2.05 m    |
|           | Níki Bakogiánni (GRE)      | 2.03 m    |
|           | Inga Babakova (UKR)        | 2.01 m    |
| 4.        | Jelena Guljajeva (RUS)     | 1.99 m    |
| 5.        | Alina Astafei (GER)        | 1.96 m    |
| 5.        | Tatjana Motkova (RUS)      | 1.96 m    |
| 5.        | Nele Zilinskiene (LTU)     | 1.96 m    |
| 8.        | Hanne Haugland (NOR)       | 1.96 m    |
| 9.        | Britta Bilač (SLO)         | 1.93 m    |
| 9.        | Tisha Waller (USA)         | 1.93 m    |
| 11.       | Olga Bolşova (MDA)         | 1.93 m    |
| 11.       | Zuzana Kováčiková (CZE)    | 1.93 m    |
| 13.       | Svetlana Zalevskaja (KAZ)  | 1.93 m    |
| DISQ.     | Antonella Bevilacqua (ITA) | (1.99 m)* |

### Icke-kvalificerade
| Placering | Icke-kvalificerade       | Höjd   |
| --------- | ------------------------ | ------ |
| 14        | Tatjana Hramova (BLR)    | 1.90 m |
| 15        | Kajsa Bergqvist (SWE)    | 1.90 m |
| 16        | Lea Haggett (GBR)        | 1.90 m |
| 17        | Ioamnet Quintero (CUB)   | 1.90 m |
| 18        | Connie Teaberry (USA)    | 1.90 m |
| 19        | Sieglinde Cadusch (SUI)  | 1.85 m |
| 19        | Debbie Marti (GBR)       | 1.85 m |
| 19        | Julia Ljakova (RUS)      | 1.85 m |
| 19        | Viktorija Stjopina (UKR) | 1.85 m |
| 23        | Inna Gliznuta (MDA)      | 1.85 m |
| 24        | Amy Acuff (USA)          | 1.85 m |
| 24        | Alica Javadová (SVK)     | 1.85 m |
| 26        | Natasha Alleyne (TRI)    | 1.85 m |
| 27        | Juana Arrendel (DOM)     | 1.80 m |
| 28        | Svetlana Munkova (UZB)   | 1.80 m |
| 29        | Irene Tiendrebeogo (BUR) | 1.80 m |
| 29        | Venelina Veneva (BUL)    | 1.80 m |
| —         | Alison Inverarity (AUS)  | NM     |
| —         | Coralea Cline (IVB)      | DNS    |
| —         | Sigrid Kirchmann (AUT)   | DNS    |